# Ryder Muzic
Albums de Mr. Criminal
Stay on the Streets
(2006) Rise 2 Power
(2008)
Ryder Muzic est le cinquième album studio de Mr. Criminal, sorti le 31 juillet 2007.
L'album s'est classé 88e au Top R&B/Hip-Hop Albums

## Liste des titres

### Disque 1
| No  | Titre                                               | Durée |
| --- | --------------------------------------------------- | ----- |
| 1.  | Intro                                               | 0:52  |
| 2.  | Side 2 Side                                         | 4:30  |
| 3.  | Young, Brown And Dangerous                          | 4:07  |
| 4.  | I Take Respect (featuring Lil' Flip et Mr. Silent)  | 3:29  |
| 5.  | Ryder Muzic                                         | 4:35  |
| 6.  | Skit                                                | 0:46  |
| 7.  | Mami Mira (featuring Mr. Capone-E et Nate Dogg)     | 3:50  |
| 8.  | Where's The Party (featuring Triple C)              | 3:15  |
| 9.  | Dippin & Rollin                                     | 3:47  |
| 10. | The Plot                                            | 2:18  |
| 11. | Until They Stop Me (featuring Lil Cuete et Espanto) | 3:45  |
| 12. | I Inhale (featuring Ese Villen et Blazer)           | 4:22  |
| 13. | West Coast Shit (featuring Mr. Silent et Frank V)   | 3:36  |
| 14. | Sounds Of Summertime (featuring Roscoe)             | 3:32  |
| 15. | I Need A Ryder Girl (featuring Fingazz)             | 3:52  |
| 16. | What's My Name?                                     | 4:35  |

### Disque 2
| No  | Titre                                                     | Durée |
| --- | --------------------------------------------------------- | ----- |
| 1.  | Intro                                                     | 0:11  |
| 2.  | Get My Clown On                                           | 3:11  |
| 3.  | Skit                                                      | 1:09  |
| 4.  | Be Like Us (featuing Ese Villen)                          | 3:25  |
| 5.  | Ain't Nothing Better Than Summer (featuring Mr. Capone-E) | 4:01  |
| 6.  | My Style As A Criminal (featuring Soldier Ink & Bozo)     | 3:55  |
| 7.  | Way To Sick                                               | 3:31  |
| 8.  | And My Heat Goes (featuring Lil Cuete)                    | 1:51  |
| 9.  | Bad News Part Two (featuring Soldier Ink)                 | 3:12  |
| 10. | Can't Hold Me Down                                        | 3:54  |
| 11. | Do It Big (featuring El Dominio)                          | 4:34  |
| 12. | Gangster Love                                             | 3:28  |
| 13. | High Down The Blvd.                                       | 6:10  |
| 14. | I Remember                                                | 4:04  |
| 15. | I'm Just Rydin                                            | 3:56  |
| 16. | She's a Freak (featuring Layzie Bone et Stomper)          | 4:01  |